# FC Tiraspol
Az FC Tiraspol 2001–2015 között működő moldáv labdarúgócsapat.

## Történet
2001-ig a neve Constructorul Chișinău volt, ekkor helyezték át székhelyét Tiraspol városába, és változtatták meg a nevét a ma használatosra. Nemzetközi kupákban kilenc alkalommal szerepelt, de igazán komoly eredményt egyszer sem sikerült elérnie.
A 2014–15-ös szezon végén a klubot felszámolták.

## Eredmények
Nemzeti Bajnokság
- Aranyérmes (1): 1997

Moldáv Kupa
- Aranyérmes (2): 1996, 2000

## Jelenlegi játékosok
| #  |         | Poszt | Név                  |
| -- | ------- | ----- | -------------------- |
| 1  | Moldova | K     | Serghei Juric        |
| 2  | Moldova | V     | Andrei Verbetchi     |
| 3  | Moldova | V     | Andrey Novikov       |
| 4  | Moldova | V     | Dmitri Nicolov       |
| 5  | Ukrajna | KP    | Serhiy Reva          |
| 7  | Moldova | KP    | Andrei Secrieru      |
| 8  | Ukrajna | V     | Kyrylo Sydorenko     |
| 10 | Moldova | KP    | Serghei Namasco      |
| 12 | Moldova | K     | Alexandr Zveaghintev |
| 13 | Moldova | KP    | Nicolai Rudac        |
| 14 | Moldova | V     | Mihail Dodul         |

| #  |                  | Poszt | Név               |
| -- | ---------------- | ----- | ----------------- |
| 15 | Moldova          | V     | Stas Solodeac     |
| 16 | Moldova          | KP    | Alexandru Suvorov |
| 17 | Moldova          | KP    | Vitalie Bulat     |
| 18 | Moldova          | V     | Victor Nosenco    |
| 19 | Moldova          | KP    | Iuri Bondarciuc   |
| 20 | Moldova          | KP    | Andrei Porfireanu |
| 21 | Románia          | CS    | Razvan Tudor      |
| 22 | Moldova          | KP    | Anatoli Cheptine  |
| 23 | Moldova          | CS    | Dumitru Gliga     |
| 24 | Fehéroroszország | V     | Ihar Karpovich    |